# Національний банк Ліхтенштейну
Національний банк Ліхтенштейну (нім. Liechtensteinische Landesbank AG) — банк, розташований у Ліхтенштейні, у столиці країни Вадуц. З 1993 року він зареєстрований як компанія на Швейцарській фондовій біржі (LLBN), більшість акцій (57,5%) належить державі Ліхтенштейн. Оскільки держава перебуває в митному та валютному союзі зі Швейцарією та прийняла швейцарський франк як офіційну валюту, монетарна політика та пропозиція грошей є виключною відповідальністю Національного банку Швейцарії(SNB).

## Завдання
Завдяки підписаній Ліхтенштейном угоді про валютний союз зі Швейцарією та прийняттю ним швейцарського франка як офіційної валюти, Швейцарський національний банк виконує більшість обов’язків з адміністрування макрофінансів, валюти та кредиту банків. Проте Національний банк Ліхтенштейну відповідає за наступні три завдання:
- «Бути секретаріатом уряду в управлінні макрофінансами, валютою, кредитом банків у країні».
- «Сприяти та підтримувати стабільність цін всередині країни; посилювати ефективність механізму платежів».
- «Сприяти контролю над грошовими потоками для виконання плану соціально-економічного розвитку Ліхтенштейну».

## Директори (головний виконавчий директор групи)
- Едуард Батлінер, 1928–1967 [2]
- Йозеф Гілті, 1967–1971 [2]
- Вернер Штруб, 1971–1979 [2]
- Карлгайнц Гіб, 1979–1996 [2]
- Рене Кестлі, 1996–1999 [2]
- Йозеф Фер, 2000-2012 [2]
- Роланд Матт, 2012- [3]

## Загальні збори акціонерів
З 1993 року Національний банк Ліхтенштейну зареєстрований як компанія на Швейцарській фондовій біржі, більшість акцій (57,5%) належить державі Ліхтенштейн.